# Alexis Vega
Ernesto Alexis Vega Rojas (Mexikóváros, 1997. november 25. –) a mexikói válogatott olimpiai bronzérmes labdarúgója, aki 2019 óta a Guadalajarában játszik támadóként.

## Pályafutása

### Klubcsapatokban
A szülővárosához közeli Toluca legjelentősebb csapatánál, a Deportivo Tolucánál 2015-től már az U17-es csapatban szerepelt, majd a következő évben, február 27-én egy Pachuca elleni mérkőzésen bemutatkozott a felnőtt csapatban is az első osztályú bajnokságban. De mindössze 2018-ig maradt a Tolucánál, mert ezek után a Guadalajarához szerződött.

### A válogatottban
A felnőtt válogatottban először 21 évesen, 2019. március 26-án, egy Paraguay elleni barátságos mérkőzésen lépett pályára, ezek után pedig rendszeres kerettaggá vált. Tagja volt a 2020-ban a tokiói olimpián bronzérmet nyert válogatottnak, és játszott világbajnoki selejtezőket is, valamint része volt a 2019-es CONCACAF-aranykupát megnyerő mexikói csapatnak is: itt a csoportkörben szerezte meg első gólját, méghozzá Kuba ellen. 2022-ben beválogatták a világbajnokságon szereplő mexikói keretbe is.

#### Mérkőzései a válogatottban
| Mexikó | Mexikó               | Mexikó                                 | Mexikó           | Mexikó   | Mexikó           | Mexikó                         | Mexikó | Mexikó        |
| #      | Dátum                | Helyszín                               | Hazai            | Eredmény | Vendég           | Kiírás                         | Gólok  | Esemény       |
| ------ | -------------------- | -------------------------------------- | ---------------- | -------- | ---------------- | ------------------------------ | ------ | ------------- |
| 1.     | 2019. március 26.    | Santa Clara, Levi’s Stadium            | Mexikó           | 4 – 2    | Paraguay         | barátságos                     | 0      | 78'           |
| 2.     | 2019. június 5.      | Atlanta, Mercedes-Benz Stadium         | Mexikó           | 3 – 1    | Venezuela        | barátságos                     | 0      | 82'           |
| 3.     | 2019. június 9.      | Arlington, AT&T Stadion                | Mexikó           | 3 – 2    | Venezuela        | barátságos                     | 0      | 61'           |
| 4.     | 2019. június 15.     | Pasadena, Rose Bowl                    | Mexikó           | 7 – 0    | Kuba             | CONCACAF-aranykupa, csoportkör | 1      | 72' 74'       |
| 5.     | 2019. június 23.     | Charlotte, Bank of America Stadium     | Martinique       | 2 – 3    | Mexikó           | CONCACAF-aranykupa, csoportkör | 0      | 77'           |
| 6.     | 2019. szeptember 6.  | East Rutherford, MetLife Stadium       | Egyesült Államok | 0 – 3    | Mexikó           | barátságos                     | 0      | 87'           |
| 7.     | 2020. szeptember 30. | Mexikóváros, Estadio Azteca            | Mexikó           | 3 – 0    | Guatemala        | barátságos                     | 0      | 70'           |
| 8.     | 2021. június 30.     | Nashville, Nissan Stadion              | Mexikó           | 3 – 0    | Panama           | barátságos                     | 0      | 74'           |
| 9.     | 2021. szeptember 2.  | Mexikóváros, Estadio Azteca            | Mexikó           | 2 – 1    | Jamaica          | vb-selejtező                   | 1      | 21' 50' 81'   |
| 10.    | 2021. szeptember 5.  | San José, Costa Rica-i Nemzeti Stadion | Costa Rica       | 0 – 1    | Mexikó           | vb-selejtező                   | 0      | 41'           |
| 11.    | 2021. október 10.    | Mexikóváros, Estadio Azteca            | Mexikó           | 3 – 0    | Honduras         | vb-selejtező                   | 0      | 66'           |
| 12.    | 2021. október 13.    | San Salvador, Estadio Cuscatlán        | Salvador         | 0 – 2    | Mexikó           | vb-selejtező                   | 0      | 20'           |
| 13.    | 2022. január 27.     | Kingston, Függetlenség Park            | Jamaica          | 1 – 2    | Mexikó           | vb-selejtező                   | 1      | 83'           |
| 14.    | 2022. január 30.     | Mexikóváros, Estadio Azteca            | Mexikó           | 0 – 0    | Costa Rica       | vb-selejtező                   | 0      | 74'           |
| 15.    | 2022. február 2.     | Mexikóváros, Estadio Azteca            | Mexikó           | 1 – 0    | Panama           | vb-selejtező                   | 0      | 82'           |
| 16.    | 2022. március 24.    | Mexikóváros, Estadio Azteca            | Mexikó           | 0 – 0    | Egyesült Államok | vb-selejtező                   | 0      | 79' 90'       |
| 17.    | 2022. március 30.    | Mexikóváros, Estadio Azteca            | Mexikó           | 2 – 0    | Salvador         | vb-selejtező                   | 0      | 73'           |
| 18.    | 2022. június 2.      | Glendale, State Farm Stadion           | Mexikó           | 0 – 3    | Uruguay          | barátságos                     | 0      | 75'           |
| 19.    | 2022. június 5.      | Chicago, Soldier Field                 | Mexikó           | 0 – 0    | Ecuador          | barátságos                     | 0      | 47' 59'       |
| 20.    | 2022. augusztus 31.  | Atlanta, Mercedes-Benz Stadion         | Mexikó           | 0 – 1    | Paraguay         | barátságos                     | 0      |               |
| 21.    | 2022. szeptember 27. | Santa Clara, Levi’s Stadium            | Mexikó           | 2 – 3    | Kolumbia         | barátságos                     | 1      | 6' (11-esből) |
| 22.    | 2022. november 9.    | Gerona, Estadio Montilivi              | Mexikó           | 4 – 0    | Irak             | barátságos                     | 1      | 4' 46'        |
| 23.    | 2022. november 16.   | Gerona, Estadio Montilivi              | Mexikó           | 1 – 2    | Svédország       | barátságos                     | 1      | 60' 82'       |
| 24.    | 2022. november 22.   | Doha, 974 Stadion                      | Mexikó           | 0 – 0    | Lengyelország    | vb-csoportkör                  | 0      | 84'           |
| 25.    | 2022. november 26.   | Loszaíl, Loszaíli Nemzeti Stadion      | Argentína        | 2 – 0    | Mexikó           | vb-csoportkör                  | 0      | 66'           |
| 26.    | 2022. november 30.   | Loszaíl, Loszaíli Nemzeti Stadion      | Szaúd-Arábia     | 1 – 2    | Mexikó           | vb-csoportkör                  | 0      | 46'           |
|        | Összesen             |                                        |                  | 26       | mérkőzés         |                                | 6      | gól           |